# フォレストシティー
フォレストシティー（中文：森林城市、英語：Forest City）はマレーシアジョホール州ジョホールバルで行われている開発事業である。当初の計画ではジョホール水道に埋め立てで4つの人工島をつくる予定であった。開発の主体となっている碧桂園の経営不振により計画が縮小されている一方で、マレーシア政府はフォレストシティーについての新たなスキームを実施する予定であることを表明しており、地元紙の「BUSINESS TIMES」は「フォレストシティーにとって最悪の事態は脱したかもしれない」との見解を表明している。

## 開発経緯
フォレストシティーは総事業費1000億米ドル（約14兆円）の大型都市開発であり、事業費の60％を中国の不動産デベロッパーである碧桂園（英語：Country Garden）が出資し、残る40％をマレーシアのジョホール州政府と同州の皇族（スルタン）が出資する建付けである。（マレーシア側の出資元は州政府と皇族が所有する私企業）
2006年に中国の一帯一路計画をきっかけに碧桂園が発表した20年の開発プロジェクトであるが、正式には2016年の第6代マレーシア首相のナジブ・ラザクによる公式発表があり、その当時のジョホール州のスルタンであるイブラヒム・イスカンダルにより承認された。 フォレストシティーはイスカンダル・プテリ市議会とイスカンダルブテリ開発局の管理下にある。

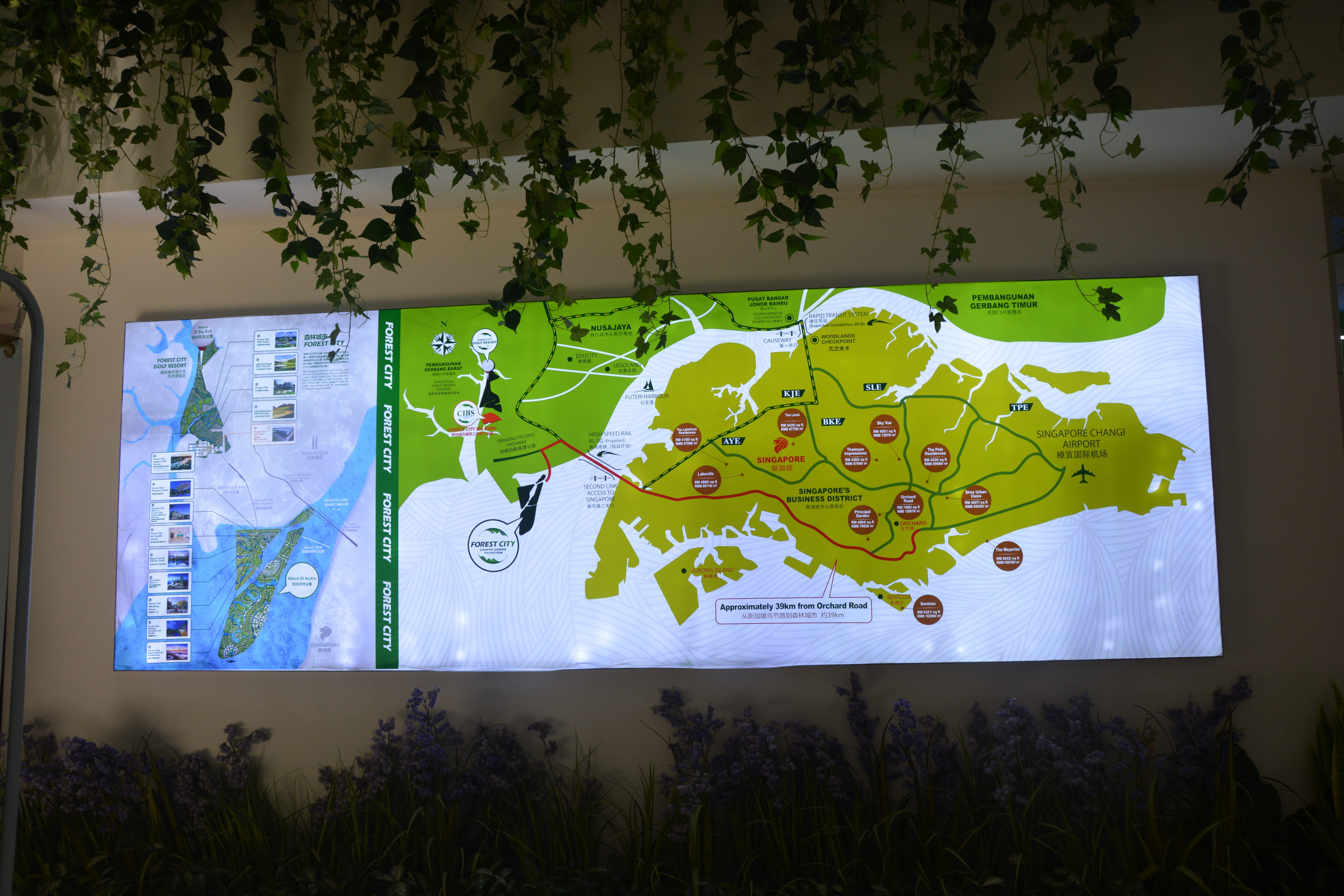
フォレストシティーのひとつ目の埋め立て地の案内

しかし、フォレストシティーの開発は議論を呼ぶこととなった。このプロジェクトは地元マレーシア人を対象にしたものではなく、中国の上流階級の人たちが上海のような高額な沿岸都市に比べて比較的手頃な海沿いの物件を海外に資産として持つことを目的にしていた。2018年にナジブ首相が失脚すると、国政を引き継いだマハティール第７代首相は、「我々が反対するのは何故かといえば、それは、このプロジェクトがマレーシア人のためのものではないからだ。殆どのマレーシア国民は（フォレストシティーの）住宅購入など出来はしないのだ。」と発言している。

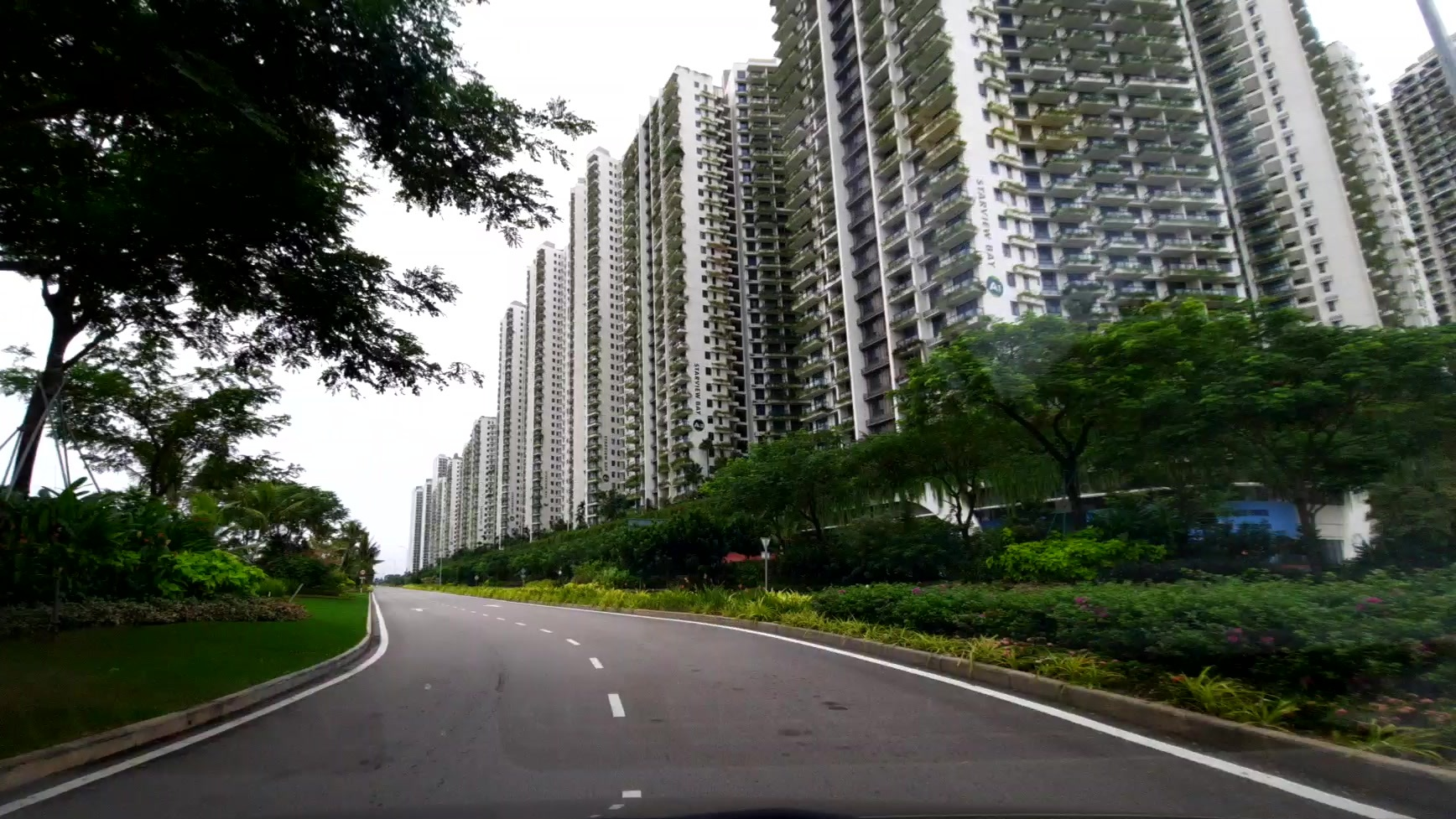
開発地区内の道路とコンドミニアム

中国側からの住宅販売のプロモーションは、習近平総書記が導入した中国人民の国外資本規制（投資額を年間5万ドルに制限）の影響で失速している。低調となった住宅の予約販売げに加え、2020〜2022年のマレーシアの政治危機とCOVID-19の流行が追い打ちをかけ、多くの報道機関やSNSの評価でフォレストシティーは「ゴーストタウン」と呼ばれるようになった 。同時に、このプロジェクトが大規模な埋立地に建設されたことで、海洋環境を破壊しているといった批判も受けてきた。
2023年の6月時点でフォレストシティーの長期滞在者は8,000人から9,000人に留まっており、当初計画された70万人に遠く及ばない状況である。

## 政府による経済特区施策
2023年の8月25日、第10代首相のアンワル・イブラヒムは、フォレストシティーのこ競争力を高めるため、イスカンダルのマレーシア経済特区（英語： Iskandar Malaysia Economic Zone）に組み込まれ、一つの経済特区（英語： Special Financial Zone）として指定される予定だと述べた。 

案内所には完成予定のモデルが展示されている

2024年7月、マレーシア国会はフォレストシティーの「アイランド・ワン」（英語： Forest City Island 1、マレー語： Pulau Satu）を免税島とする５つの法案を可決し、免税枠の拡大と消費税や輸入税の免税措置を具体化した。
これらの法案によりマレーシアの免税島は従前の４島から５島に増加した。
- ラブアン (Lauban)
- ランカウイ (Langkawi)
- ティオマン (Tioman)
- パンコール (Pangkor)
- プラウ・サトゥ (Pulau Satu)（フォレストシティー）

2025年には免税施策を受けて30以上の国内外のファミリーオフィスが拠点の設置を希望しているとの報告がある。